# 우원길
우원길(禹元吉, 1952년 7월 22일 ~ )은 대한민국의 SBS 사장을 역임하고 SBS 미디어홀딩스 회장보좌역에 재직 중인 언론인이다.

## 출신 학교
- 춘천고등학교 졸업
- 고려대학교 신문방송학과 졸업

## 주요 경력
- 1977년 ~ 1980년 1987년 ~ 1990년 MBC 보도국 사회부 기자
- 1990년 ~ 1994년 12월 SBS 기자
- 1994년 12월 ~ 1995년 10월 SBS 보도국 정치부 부장대우
- 1995년 10월 ~ 1997년 6월 SBS 보도국 사회부장
- 1997년 6월 ~ 1997년 12월 SBS 보도국 정치부장
- 1997년 12월 ~ 1998년 11월 SBS 보도국 편집담당 부국장 · 편집부장
- 1998년 11월 ~ 2000년 4월 SBS 부국장대우급 사회CP
- 2000년 4월 ~ 2001년 11월 SBS 부국장급 정치CP
- 2001년 11월 ~ 2004년 1월 SBS 국장급 보도총괄CP
- 2004년 1월 ~ 2006년 2월 SBS 보도국장
- 2006년 2월 ~ 2007년 2월 SBS 보도본부 논설위원실 실장
- 2007년 2월 ~ 2007년 3월 SBS 이사회사무처장·이사대우
- 2007년 3월 ~ 2008년 3월 SBS 기획본부장·이사
- 2007년 8월 ~ 2008년 3월 SBS 홀딩스 이사
- 2008년 2월 ~ 2009년 2월 SBS 홀딩스 대표이사 사장
- 2009년 2월 ~ 2009년 12월 SBS 미디어홀딩스 대표이사 사장
- 2009년 12월 ~ 2013년 12월 SBS 대표이사 사장
- 2010년 1월 한국민영방송협회 회장
- 2012년 8월 ~ 2013년 12월 제18대 한국방송협회 회장
- 2013년 12월 ~ 2017년 SBS 미디어홀딩스 회장보좌역
- 2017년 3월 ~ 2023년 3월 대교 사외이사
- 한국언론인연합회 고문
- 삼성언론재단 이사

## 수상 경력
- 2006년 제2회 한국참언론인대상 사회부문

| 전임 김인규 | 제18대 한국방송협회 회장 2012년 8월 22일 ~ 2013년 12월 26일 | 후임 이웅모 |

| 전임 하금열 | 제6대 서울방송 사장 2010년 1월 1일 ~ 2013년 12월 1일 | 후임 이웅모 |